# داني كوتور
داني كوتور (بالإنجليزية: Dani Couture)‏ (1978)؛ كاتِبة، شاعرة وروائية كندية. درست في جامعة وندسور.